# Samaipata
Samaipata (du quechua samay pour se reposer, pata lieu élevé/au-dessus, au sommet/bord, rive (d'une rivière),) est une ville de Bolivie, chef-lieu de la province de Florida, l'une des quinze provinces qui composent le département de Santa Cruz.
La ville, située à une altitude de 1600 à 1800 m, a un climat subtropical. Elle est établie à environ 120 kilomètres au sud-ouest de la ville de Santa Cruz de la Sierra, dans les contreforts des Andes, sur la route de Sucre. C'est une station de villégiature populaire pour les habitants de Santa Cruz en raison de son climat plus frais. Il existe un service régulier de bus et de taxis vers Santa Cruz. La ville est petite avec de nombreux bâtiments coloniaux et d'étroites rues pavées. Il y a une bonne gamme d'hôtels et de restaurants. Il existe de nombreuses agences de voyages et opérateurs de visites guidées. Il est stratégiquement situé à proximité de plusieurs attractions touristiques telles que El Fuerte de Samaipata, le parc national Amboro, El Codo de los Andes, les cascades de Cuevas, les vignobles, les rapides et les lagunes, ainsi que des villes coloniales bien conservées telles que Vallegrande, Pampagrande, Postervalle, Santiago del Valle, Pucará et autres. C'est aussi la première étape des nombreux sentiers touristiques vers Sucre, Potosi et la route Che Guevara.
Sa population était de 4 398 habitants en 2012. Elle est construite dans les premiers contreforts des Andes, à quelque 1 800 mètres d'altitude.
Située à deux heures de route de la ville de Santa Cruz de la Sierra, c'est un important centre touristique et artisanal.

## Population
Samaipata est assez cosmopolite et diversifiée. Les Samaipateños locaux issus de familles anciennes sont les descendants des colons espagnols de Vallegrande et de Santa Cruz (dont beaucoup étaient d'origine séfarade) et des indigènes  Guarani locaux qui avaient envahi la vallée avant l'arrivée des Espagnols. À partir des années 1880, quelques familles arabes s'installent à Samaipata, elles sont suivies de quelques Croates et Italiens, tous mélangés et assimilés à la population locale.

## Économie
L'économie locale est principalement dédiée au tourisme, à l'agriculture (y compris ses nombreux vignobles) et à l'artisanat. Les agriculteurs locaux produisent des légumes biologiques tels que des tomates, des artichauts, des laitues et des haricots verts. La région est également célèbre pour sa production de fruits tels que les pêches, les raisins, les prunes, les chirimoyas, le guapurus, les fraises et les figues. Il y a aussi une production importante de vins, singani, miel, confitures, charcuterie, infusions, lavande, objets d'art et artisanat.

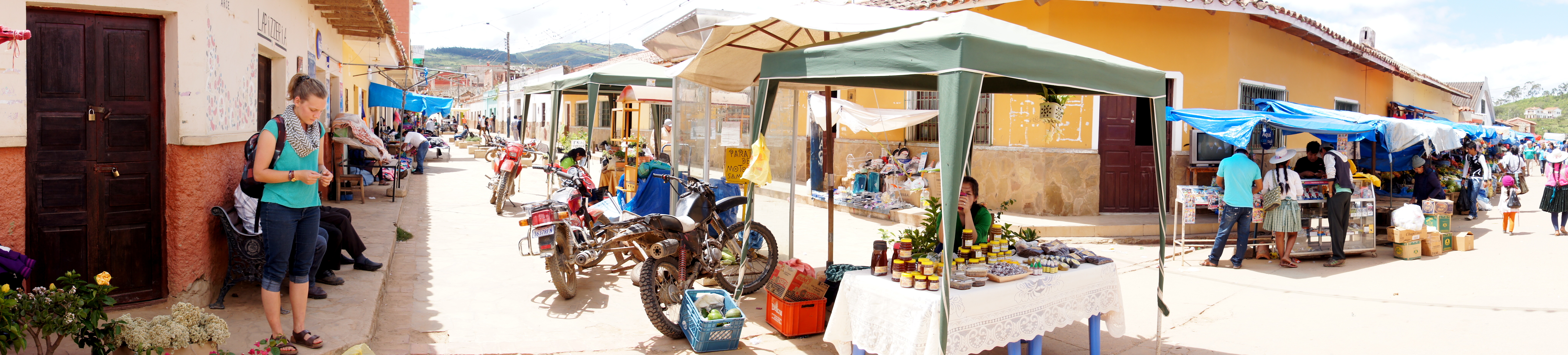
Le marché couvert déborde dans les rues de Samaipata, en Bolivie.

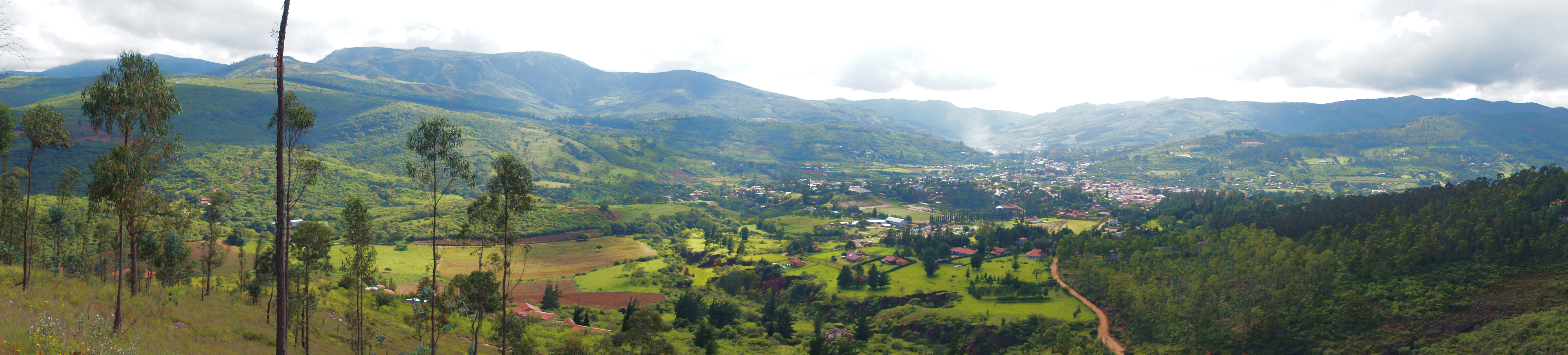
Une vue de la montagne à El Sauce surplombant Samaipata, en Bolivie.

Samaipata a une culture du vin qui remonte aux premières colonies espagnoles dans les vallées de Santa Cruz. Bien que sa production ait diminué à l'époque républicaine, elle s'est imposée ces dernières années comme l'une des régions viticoles les plus importantes de Bolivie. Elle est aujourd'hui la deuxième région viticole en termes de superficie plantée et attire de plus en plus d'œnotouristes, notamment de Santa Cruz, la plus grande ville de Bolivie.
Il existe trois établissements vinicoles établis dans la région : Uvairenda (où sont produits les vins « 1750 »), Bodegas Landsua et El ltimo Vargas. Situé à 1 750 m d'altitude, Samaipata s'est imposé comme son principal représentant pour ses vins de haute qualité et son succès sur le marché bolivien.

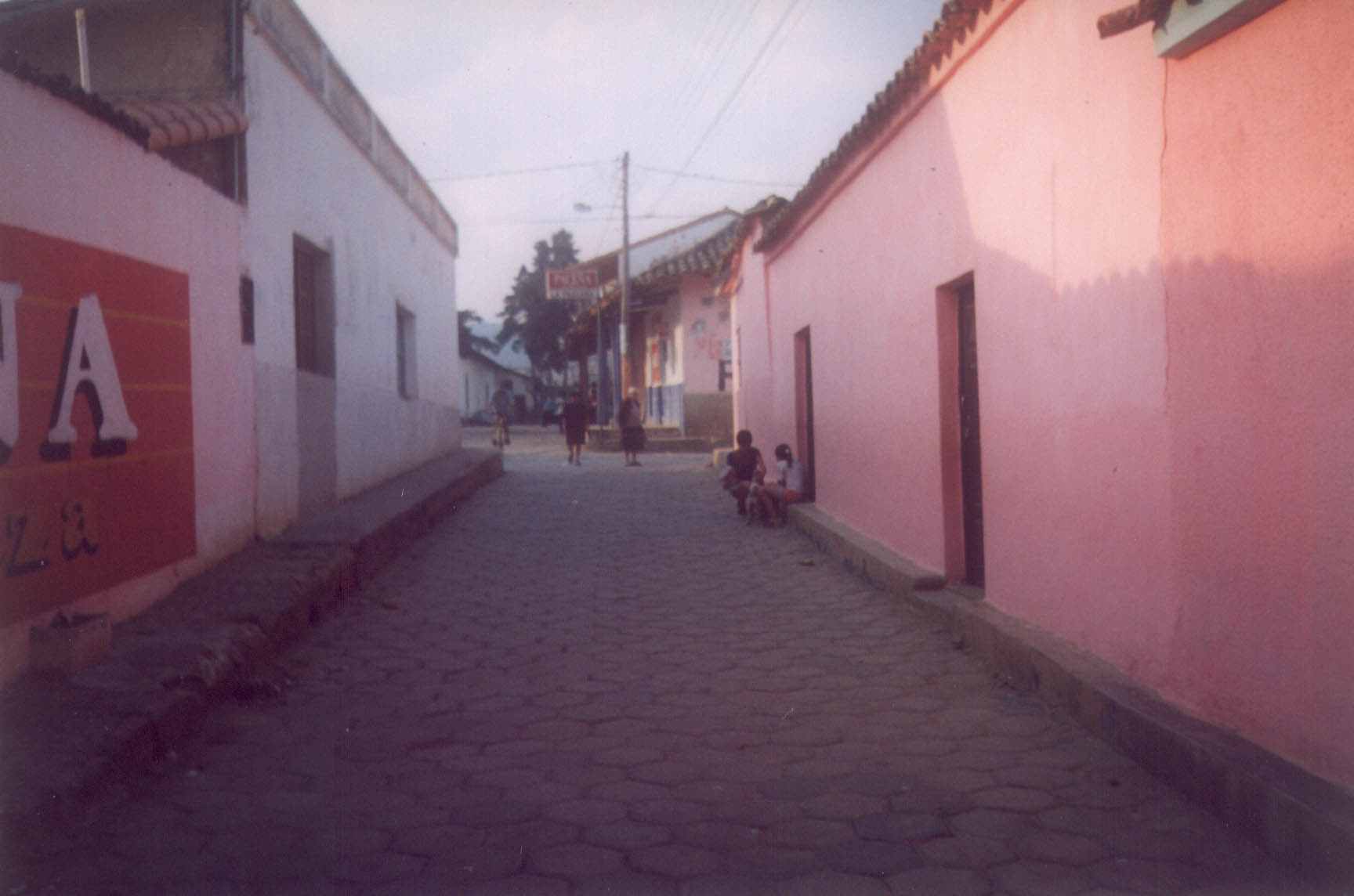
Scène de rue. Les maisons coloniales espagnoles traditionnelles donnent sur une cour/jardin pour des raisons de sécurité.
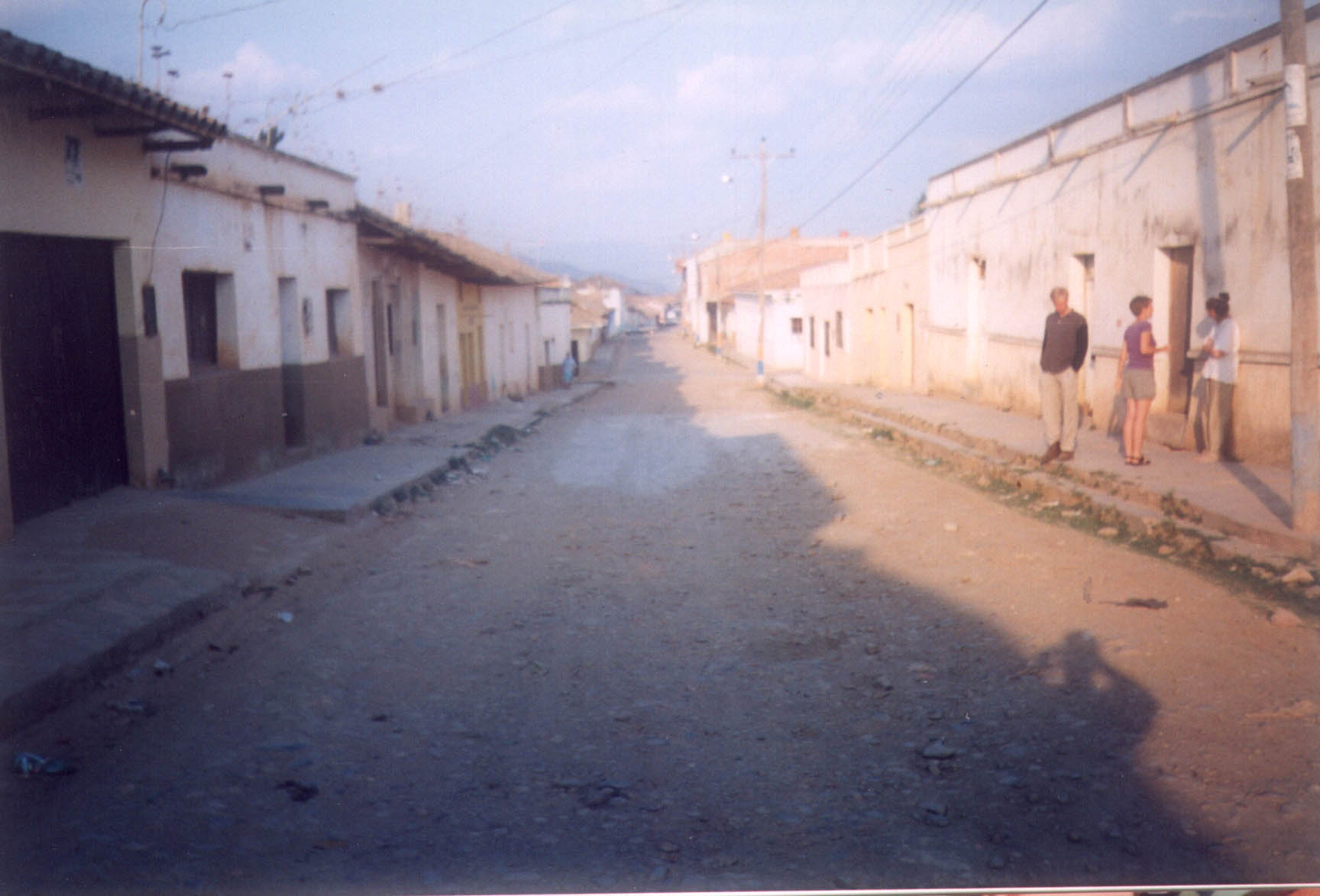
Scène de rue. Un extérieur négligé et sans prétention cache souvent un beau jardin à l'intérieur.

## El Fuerte de Samaipata

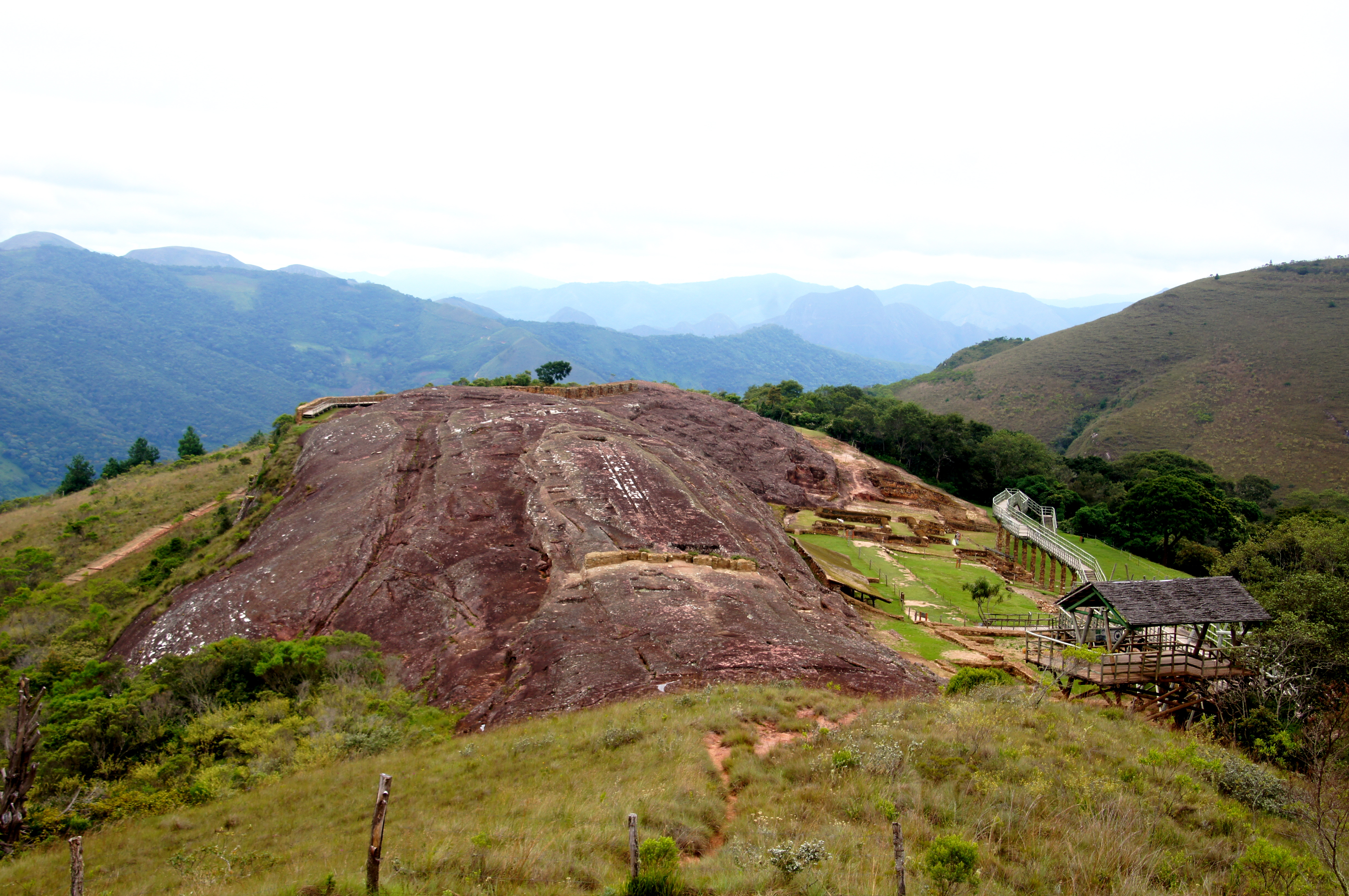
El Fuerte de Samaipata depuis la plate-forme d'observation.

À proximité de Samaipata se trouve la ruine pré-inca d'El Fuerte de Samaipata. Ce n'est pas en fait un fort, mais un temple. Il s'agit du plus grand site pré-inca de Bolivie. Déclaré site du patrimoine mondial par l'UNESCO en 1998, ce complexe archéologique présente des ruines pré-incas (Chane), incas et coloniales espagnoles. Le temple a été construit à l'origine par des Arawaks appartenant probablement aux Chane qui habitaient les vallées environnantes et la pampa à l'Est. Le temple a été sculpté sur un énorme rocher. Les Incas ont également construit une ville adjacente au temple et ont établi des échanges et des alliances avec les Chanes pour protéger les territoires des invasions constantes des tribus guerrières Guarani qui attaquaient la région de temps en temps.